# South Fork Estates
South Fork Estates est une census-designated place située dans le comté de Jim Hogg, dans l’État du Texas, aux États-Unis. Sa population s’élevait à 70 habitants lors du recensement de 2010.